# Crown of Creation
A Jefferson Airplane amerikai rockegyüttes negyedik albuma, a Crown of Creation 1968 szeptemberében jelent meg. Előző albumukhoz, az After Bathing at Baxter’shez képest rövidebb, hagyományos szerkezetű dalok vannak rajta. Megjelenésekor azonnali siker lett, a listák 6. helyéig jutott. A Lather című dalt Grace Slick Spencer Dryden 30. születésnapja alkalmából írta. David Crosby Triad című dala az egyetlen az albumon, ami nem az Airplane saját szerzeménye. Témája miatt a dalt Crosby korábbi együttese, a The Byrds nem akarta megjelentetni. A Would You Like a Snack? című dal társszerzője Frank Zappa volt. Zappa 200 Motels című albumán megjelent egy ugyanilyen című dal, aminek viszont nem volt köze a Jefferson Airplane felvételéhez. Dallama Zappa Holiday in Berlin című daláéhoz hasonlít, a Jefferson Airplane dala viszont eredeti szerzemény. A Would You Like a Snack? először az 1992-es Jefferson Airplane Loves You című válogatásalbumon jelent meg.

## Az album dalai

### Első oldal
1. Lather (Grace Slick) – 2:57
2. In Time (Marty Balin/Paul Kantner) – 4:14
3. Triad (David Crosby) – 4:55
4. Star Track (Jorma Kaukonen) – 3:11
5. Share a Little Joke (Marty Balin) – 3:09
6. Chushingura (Spencer Dryden) – 1:20

### Második oldal
1. If You Feel (Marty Balin/Gary Blackman) – 3:21
2. Crown of Creation (Paul Kantner) (részlet John Wyndham Újjászületés című regényéből)[1] – 2:54
3. Ice Cream Phoenix (Jorma Kaukonen/Charles Cockey) – 3:02
4. Greasy Heart (Grace Slick) – 3:26
5. The House at Pooneil Corners (Marty Balin/Paul Kantner) – 5:54

### Bónuszdalok a 2003-as kiadáson
1. Ribump Ba Bap Dum Dum (Spencer Dryden/Bill Goodwin) – 1:32
2. Would You Like a Snack? (Frank Zappa/Grace Slick) – 2:40
3. Share a Little Joke (Mono Version) (Marty Balin) – 3:09
4. The Saga of Sydney Spacepig (Spencer Dryden) – 7:55
5. Candy Man (Rev. Gary Davis) (rejtett) – 2:25

## Közreműködők
- Grace Slick – ének, zongora, orgona
- Marty Balin – ének, ritmusgitár
- Paul Kantner – ritmusgitár, ének
- Jorma Kaukonen – szólógitár, ének, elektromos csirke
- Jack Casady – Yggdrasil basszusgitár
- Spencer Dryden – dob, ütőhangszerek, zongora, orgona, fémgömbök, ének
- ∞ – ütőhangszerek
- David Crosby – gitár
- Charles Cockey – gitár, vokál
- Gary Blackman – szipogás
- Tim Davis – konga
- Dan Woody – konga
- Bill Goodwin – beszélő dob
- Gene Twombly – hangeffektek

### Produkció
- Richie Schmitt – hangmérnök
- Pat Ieraci (Maurice) – hangmérnök
- Hiro – fényképek
- USAF – borítókép (Hirosimai atomtámadás)
- J. Van Hamersveld – album design, művészeti vezető
- Al Schmitt – producer